# Jean-Claude Rembanga
Jean-Claude Rembanga (ur. 6 października 1955 w Ippy) – środkowoafrykański duchowny rzymskokatolicki, w latach 1996-2004 biskup Bambari.

## Życiorys
Święcenia kapłańskie przyjął 27 lipca 1986. 10 czerwca 1995 został mianowany koadiutorem diecezji Bambari. Sakrę biskupią otrzymał 29 października 1995. 29 lutego 1996 objął urząd ordynariusza. 6 listopada 2004 zrezygnował z urzędu.